# Nicholas Clinch
Nicholas Bayard Clinch III (Evanston, 9 novembre 1930 – Palo Alto, 15 giugno 2016) è stato un alpinista statunitense.

## Biografia
Nel 1958 guidò la spedizione statunitense che il 5 luglio portò due dei suoi alpinisti, Pete Schoening e Andy Kauffman, per la prima volta in vetta al Gasherbrum I (8069 m, l'undicesima montagna più alta della Terra).
Il 18 dicembre 1966 compì la prima ascensione, assieme ad altri tre alpinisti, del massiccio Vinson (4892 m, la montagna più alta dell'Antartide), durante una spedizione finanziata dall'American Alpine Club.